# Goussainville (Dolina Oise)
Goussainville – miejscowość i gmina we Francji, w regionie Île-de-France, w departamencie Dolina Oise.
Według danych na rok 1990 gminę zamieszkiwały 24 812 osoby, a gęstość zaludnienia wynosiła 2154 osób/km² (wśród 1287 gmin regionu Île-de-France Goussainville plasuje się na 110. miejscu pod względem liczby ludności, natomiast pod względem powierzchni na miejscu 301.).